# Список умерших в 999 году

## Февраль
- 2 февраля — Мансур II, саманидский эмир (997—999).
- 7 февраля — Болеслав II Благочестивый, князь чешский (967 (или 972)—999).
- 18 февраля — Григорий V, Папа Римский (996—999).

## Сентябрь
- Бермудо II, король Галисии (982—984), король Леона (с 984)[1].

## Декабрь
- 16 декабря — Адельгейда Бургундская, королева Германии и Италии, императрица Священной Римской империи[2].

## Дата смерти неизвестна или требует уточнения
- Иоанн II, князь Салерно (983—999), основатель княжеской династии, правившей Салерно до падения княжества в 1078 году.
- Маредид ап Оуайн, правитель Гвинеда и король Поуиса (с 986), правитель Дехейбарта (986/988—999).
- Субх, супруга правителя Кордовского халифата аль-Хакама II, мать халифа Хишама II.
- Фаик ал-Хасса, полководец и государственный деятель Государства Саманидов.
- Эльфтрита, королева-консорт Англии.